# Лыпья (приток Вишеры)
Лыпья — река в России, протекает по Красновишерскому району Пермского края. Устье реки находится в 333 км от устья реки Вишеры по правому берегу. Длина реки составляет 55 км, площадь водосборного бассейна — 273 км². В 0,6 км от устья принимает справа реку Сухая Лыпья.
Исток реки на южных склонах возвышенности Волзинский Камень (Северный Урал) близ границы с Республикой Коми. Исток лежит на водоразделе бассейнов Волги и Печоры, рядом с истоком Лыпьи берёт начало река Кисунья. Лыпья течёт на юг, всё течение проходит в ненаселённой местности среди холмов, поросших тайгой. Течение Лыпьи входит в черту заповедника Вишерский. Впадает в Вишеру у кордона лесников «Лыпья». Ширина реки у устья около 18 метров, скорость течения — 0,4 м/с. Высота устья — 258,9 м над уровнем моря.

## Данные водного реестра
По данным государственного водного реестра России относится к Камскому бассейновому округу. Водохозяйственный участок реки — Кама от водомерного поста у села Бондюг до города Березники. Речной подбассейн реки — бассейны притоков Камы до впадения Белой. Речной бассейн реки — Кама.
Код объекта в государственном водном реестре — 10010100212111100004211.